# 在トルコモンゴル国大使館
在トルコモンゴル国大使館（ざいトルコモンゴルこくたいしかん、モンゴル語: Монгол улсаас Бүгд Найрамдах Турк Улсад суугаа Элчин сайдын яам）は、モンゴル国がトルコの首都アンカラに設置している大使館である。在トルコモンゴル大使館（トルコ語: Moğolistan Türkiye Büyükelçiliği、英語: Embassy of Mongolia in Turkey）とも。

## 沿革
1959年にモンゴル人民共和国とトルコ共和国の間で外交関係が樹立されたが、モンゴル人民共和国の時代にはアンカラに大使館が設置されないまま、1992年2月、モンゴル国憲法施行により国号がモンゴル人民共和国からモンゴル国へと変わる。
1995年にモンゴル国とトルコ共和国の間で友好関係協力条約が結ばれた後、1996年にウランバートルの在モンゴルトルコ共和国大使館が開館し、1997年にアンカラの在トルコモンゴル国大使館が開館した。

## 所在地
A. Fethi Okyar Sokak No.4, Oran, Çankaya, 06450 Ankara

## 大使
2017年4月15日より、ラヴダンギーン・ボルド（モンゴル語: Равдангийн Болд、英語: Bold Ravdan）が特命全権大使を務めている。